# Kleine poederparasol
Het kleine poederparasol, roze parasolletje of bepoederde parasolzwam (Cystolepiota seminuda) is een paddenstoel die voorkomt tussen steenslag en aan randen van boswegen. De steel en hoed lijken bezaaid met poeder, wat de naam verklaart. Volgroeide exemplaren hebben een roze tot vleeskleurige steel.

## Kenmerken

### Uiterlijke kenmerken
De hoed heeft een diameter van 0,5 tot 2,5 cm. De vorm is aanvankelijk conisch tot klokvormig, dan convex tot spreidend. Het matte oppervlak, dat op jonge leeftijd gelijkmatig wit bepoederd is, is zuiver wit tot lichtgeel van kleur. Het midden van de hoed is meestal stomp gebocheld en vaak geelbruin of roze tot grijspaars getint. Jonge vruchtlichamen hebben een schilferige hoedrand, met de leeftijd is de rand vaak naar boven gebogen.
De vrij dicht opeengepakte, witachtige lamellen zijn vrij en afgewisseld met talrijke tussenliggende lamellen, het sporenpoeder is wit. (Bij de sororia-variëteit zijn de lamellen geelachtig.)
De steel is 2 tot 5 cm lang, 2 tot 4 cm breed, wit en vaak licht gebogen. Het heeft ook een wit schilferig tot bloemig glazuur en wordt later wijnrood tot paarsbruin vanaf de onderkant, vooral bij aanraking. Het zeer dunne vruchtvlees smaakt mild, de geur is zwak en doet enigszins denken aan de stinkparasolzwam (Lepiota cristata).

### Microscopische kenmerken
De korte ellipsvormige sporen zijn 3 tot 4,5 µm lang en 2 tot 3 µm breed. In de variëteit sororia zijn ze lang ellipsoïde en tot 6 µm lang. Cystidia op de lamellen zijn afwezig.

## Verspreiding

Europees verspreidingsgebied

De schimmel komt voor in Noord-Amerika (Canada, Verenigde Staten), Noord-Afrika (Marokko, Algerije) en Europa. Het is ook opgenomen in Australië en Azië (Japan). In Europa wordt de soort meridionale tot gematigde verspreid. In Noord-Europa strekt het bereik zich uit tot 69 graden breedtegraad in Noorwegen en 63 graden breedtegraad in Zweden.